# Coeur fidèle (film 1923)
Coeur fidèle è un film muto francese del 1923 diretto da Jean Epstein, con Léon Mathot e Gina Manès.

## Trama
Marie è la figlia adottiva di una coppia di gestori di bar, che l’hanno sempre trattata con durezza, ed ora la destinano in matrimonio a Petit-Paul, un malavitoso. Lei è però segretamente innamorata di Jean, il quale si reca dal padre di Marie a chiedere la mano della ragazza. Marie però, di lì a poco, è condotta via dalla città da Petit-Paul, che ha necessità di far perdere temporaneamente le proprie tracce, ed intende sposarla in una località di provincia.
Jean riesce a rintracciarla, e fra lui e Petit-Paul nasce una colluttazione, a seguito della quale Jean, ritenuto responsabile, è condannato ad un anno di reclusione. Uscito dal carcere, dopo qualche tempo Jean si imbatte di nuovo in Marie, che scorge con in braccio un bambino piccolo. Jean rintraccia la sua abitazione, che condivide con il bambino e Petit-Paul, ora divenuto un ubriacone molesto, e, con l’aiuto di una vicina di casa di Marie, si mantiene in contatto con lei.
Jean e Marie decidono di fuggire insieme una volta che il bambino, malato, fosse guarito.
Un giorno, Marie è in compagnia di Jean, e una donna pettegola lo rivela a Petit-Paul che, ubriaco, si reca presso di loro. La vicina di casa, nonostante le sue difficoltà deambulatorie, lo segue, e, quando Petit-Paul, armato di revolver, raggiunge la coppia di amanti, riesce a sottrargli l’arma e ad ucciderlo. I due amanti ora sono riuniti.
“L’amore può far dimenticare tutto”, recita l’ultima didascalia del film.